# Saison 1986-1987 du Football Club de Sète
Chronologie
Saison précédente Saison suivante
La saison 1986-1987 du FC Sète est la dix-septième saison du club héraultais en deuxième division du championnat de France et la quatrième consécutive. Après une saison à côtoyer le haut du tableau, l'objectif du club est clairement de jouer la montée en première division.
Slobodan Milosavljević, entraîneur de 43 ans, est à la tête du staff sétois avec pour mission de permettre au club de retrouver sa gloire d'antan en retrouvant l'élite à la fin de la saison. Après une début de saison intéressant, le club héraultais s'essouffle et stagne dans le ventre mou de son groupe pour finir à une décevante huitième place.
Les sétois participent également à la Coupe de France, où ils échouent dès le septième tour face au Perpignan FC.

## Compétitions

### Championnat
La saison 1986-1987 de Division 2 est la quarante-huitième édition du championnat de France de football de deuxième division. La division est divisée en deux groupes au sein desquels s'oppose dix-huit clubs en une série de trente-quatre rencontres. Les deux meilleurs de chaque groupe sont promus en Division 1 alors que les deuxièmes et troisièmes s'affrontent lors de barrages à l'issue de la saison. Les trois derniers de chaque groupe sont normalement relégués en Division 3, mais exceptionnellement aucun club n'est relégué au cours de cette saison. Le FC Sète participe à cette compétition pour la dix-septième fois de son histoire et la quatrième fois consécutive.

### Coupe de France
La coupe de France 1986-1987 est la 70e édition de la coupe de France, une compétition à élimination directe mettant aux prises les clubs de football amateurs et professionnels à travers la France métropolitaine et les DOM-TOM. Elle est organisée par la FFF et ses ligues régionales.

### Matchs officiels de la saison
Le tableau ci-dessous retrace les rencontres officielles jouées par le Football Club de Sète durant la saison. Les buteurs sont accompagnés d'une indication sur la minute de jeu où est marqué le but et, pour certaines réalisations, sur sa nature (penalty ou contre son camp).
| Compétition     | Débute au tour | Place ou tour final | Matches joués | Gagnés | Nuls | Perdus | Buts pour | Buts contre | Différence |
| Division 2      | -              | 8e (Gr. B)          | 34            | 13     | 9    | 12     | 40        | 41          | -1         |
| Coupe de France | 7e Tour        | 7e Tour             | 1             | 0      | 0    | 1      | 0         | 1           | -1         |
| Total           | -              | -                   | 35            | 13     | 9    | 13     | 40        | 42          | -2         |

## Joueurs et encadrement technique

### Encadrement technique
Slobodan Milosavljević est l’entraîneur du club lors de cette saison. Ce ancien attaquant, après avoir joué à Saint-Trond VV et à l'US Valenciennes, a évolué au FC Sète comme milieu offensif dans les années 1970. Il termine sa carrière au club comme entraîneur joueur de 1974 à 1976 et refait son apparition sur le banc dans les années 1980.

### Statistiques individuelles
| Joueur                  | Total |
| Uwe Krause              | 12    |
| Guy Mengual             | 10    |
| Christophe Leclercq     | 3     |
| Jean-Michel Papini      | 3     |
| Robert Sabatier         | 2     |
| Jean-Luc Picard         | 2     |
| Thierry Tur             | 1     |
| Saint-Joseph Gadji-Celi | 1     |
| Michel Estevan          | 1     |
| Éric Renaut             | 1     |